# Архитрав
Архитравът (епистил) (на гръцки: αρχηγός – „главен“ и на латински: trabs – „греда“) е главната греда, която лежи върху абака на колоните и образува най-долната част на антаблемана при много архитектурни стилове. Може да бъде оставен съвсем гладък, или да бъде украсен с релефи.
Поставя се непосредствено над колоните и носи тежестта на фриза и корниза над него (другите две части на антаблемана), както и на покривната конструкция. Блоковете на архитрава се прикрепват освен към абака, също и един за друг над колоните. Понякога той се изработва от два паралелни блока, единствено за опростяване на строителните работи.
Пример за античен архитрав в България (III век пр.н.е.) е този в Свещарската гробница, чиято украса е изпълнена в духа на елинистичните традиции. Входът е обрамчен с две правоъгълни колони, върху които лежи архитрав с релефен фриз от букраниони (стилизирани волски глави), гирлянди и розети. В гробната камера са издигнати 4 дорийски и една коринтска, долепени до стената полуколони, които поддържат чист архитрав, без украси, над който е изработен дорийски фриз с метопи и триглифи. В същата камера умело са вместени и 10 скулптури на женски фигури, наричани кариатиди.

## Стилове
Архитравът се ползва още в египетската архитектура, където върху него често се нанасят някакви надписи. Интересни са архитравите, намерени в пирамидите на Сенусрет III и Аменемхет III от Дванадесетата династия, намиращи се в некропола Дахшур на фараоните от Старото и Средно царство. Там те са изработени кухи, за да се намали теглото на цялата конструкция. В сградите с дървена конструкция са ползвани дървени архитрави, или такива, изработени от по-лек камък. В каменните сгради те се правят обикновено от гранит, пясъчник или варовик.
При Дорийския и Тосканския стил архитравът е гладък, а при Йонийския и Коринтския – хоризонтално разчленен с отстъпи. Над него лягат фризът и корнизът.
В древногръцките храмове, за разлика от етруските, архитравът се изработва не от цяла греда, а от отделни каменни блокове, поставени на ребро за по-голяма издръжливост. Въпреки това, слабата им устойчивост на деформации ограничава тяхната дължина и съответно разстоянието между две съседни колони. Това определя Дорийския стил, характерен с близко поставените си колони, като по-тежък и мощен. По тази причина понякога той е наричан Мъжки стил.
- Архитравът в Дорийския стил е гладък, а вертикалните връзки между два съседни каменни блока попадат над колоните. Отделен е от лежащия над него фриз с тънка каменна плоча с лентовидно чело, наречена тения.[7]

- В Йонийския стил, който е по-лек и декоративен, както и в неговата по-късна разновидност – Коринтския, архитравът е разделен визуално с три хоризонтални отстъпа, наречени фасции, които маскират вертикалните шевове и скриват излишната масивност.[7]

- В Тосканския стил, също както при Дорийския, архитравът се оставя гладък, без украса.[2]

## Архитрав край отвори
Изключвайки употребата на архитрава в класическата архитектура, терминът може да има значението на декоративен корниз от вътрешната страна на помещение, около прозорец или врата, с чисто декоративни функции.
Архитравът в този случай се използва за да омекоти краищата на отвора и да добави по-атрактивно визуално възприятие. Използва се в различни архитектурни стилове, и може да варира по сложност. Много от архитравите са оцветени с контрастни цветове или изработени от естествено красив дървен материал, така че да се открояват ясно от околните стени.